# Н’Диай, Мусса
Мусса Н'Диай (фр. Moussa N'Diaye; 20 февраля 1979, Пире) — сенегальский футболист. Играл на позиции полузащитника. Играл за французские клубы «Монако», «Седан», «Истр», «Аяччо», «Осер», катарские команды «Эр-Райян» и «Умм-Салаль», сенегальские «Диараф», «Дуан», «Ньярри Талли» и «Горе».

## Международная карьера
Мусса Н'Диай попал в состав сборной Сенегала на Чемпионате мира 2002 года. Из 5-и матчей Сенегала на турнире Н'Диай появлялся в трёх: в играх группового турнира против сборных Франции, Дании, Уругвая. Во встречах 1/8 финала со Швецией и 1/4 финала с Турцией он не принимал участия. В игре с датчанами Н'Диай был заменён в перерыве на нападающего, а в матче с уругвайцами он заменил на 67-й минуте нападающего Анри Камару.

## Достижения
Монако
- Чемпион Франции (1): 1999/00

Диараф
- Чемпион Сенегала (1): 2010